# Bahram IV
Bahram IV var en persisk kung av den sassanidiska ätten. Han regerade mellan 388 och 399.